# 189 (število)
189 (stó devetinósemdeset) je naravno število, za katero velja 189 = 188 + 1 = 190 - 1 = 63 + (-3)3 = 43 + 53.

## V matematiki
- središčno kubično število
- Ulamovo število {\displaystyle 189=87+102\,\!}.

## Drugo

### Leta
- 189 pr. n. št.
- 189, 1189, 2189